# دينا حايك
دينا حايك (10 يونيو 1982 -)، مغنية لبنانية.
اشتهرت بعد إصدارها ألبومها الغنائي الثاني كتبتلك عام 2005، كانت متعاقدة مع شركة روتانا في إصدار ألبوماتها الغنائية لكنها ألغت العقد بعد عدة مشاكل مع الشركة وحالياً تعمل بشراكة مع قناة ميلودي الغنائية المصرية .

## حياتها ومشوارها الفني
درست بكلية الحقوق ولم تستكمل دراستها بها لاتجاهها للغناء مع شقيقها دانى والذي شجعها على الغناء وواكبها منذ خطوتها الأولى في عالم الفن وهي غالبا ما تلجأ إليه وتستشيره في مختلف الأمور الفنية التي تواجهها. حيث غنت لفترة كـ (ديو) معه، ثم قدمت أغنيتها الأولى باللهجة اللبنانية بعنوان (بشويات) ثم تلتها بأغنية خليجية بعنوان (أحبك) إلى أن أصدرت ألبومها الأول باسم (سحر الغرام) الذي يعتبر نقطة انطلاقها الحقيقية نحو الشهرة والنجومية.
وقـفت على المسرح إلى جانب مطربين معروفين أمثال :كاظم الساهر. كما تبنى صوتها الفنان جورج وسوف حيث كان يشركها في حفلاته مما علمها الكثير وأمدّها بالخبرة الفنية. كما ساعدها على الغناء في المهرجانات الفنية وإحياء الحفلات. شبه الجمهور والصحافة العربية شكل وصوت دينا حايك بالنجمة اللبنانية ديانا حداد التي تعتبر واحدة من أهم وأشهر نجوم الأغنية العربية وفي كل مرة تعلق دينا ان الجمهور يميز بين صوت دينا وديانا حداد.
استطاعت أن تثبت أنها مطربة الإحساس الرقيق والرومانسي فهي صاحبة صوت دافئ حنون. كما استطاعت أن تحافظ على المستوى الراقى للأغنية العربية، وبقيت دينا بعيدة عن موجة الهبوط التي أصابت الساحة الغنائية. كما أنها تتمتع بالشخصية القوية فهي تدرك ما تريده بوضوح وتعرف رسم طريقها بدقة بحيث لا تنام على حرير النجاح بقدر ما تعمل لاستمراره. منذ طفولتها تعيش قصة حب طويلة مع الغناء الذي منحته اهتمامها وحاولت أن تقدم من خلاله أوراق اعتمادها كصوت له شخصية وأسلوب.
وبعد فترة قصيرة نجحت أن تحول أحلامها إلى موسيقى وأفكارها إلى أغنيات ومستقبلها إلى وصلة غناء طويلة بعد أن اختارت اللون الرومانسي بكل ما يحتاج إليه من قوة في الأداء وثقة في التعبير وموهبة في الصوت.

## إصابتها بسرطان الثدي
في أكتوبر 2022 أعلنت إصابتها بسرطان الثدي في مرحلته الثالثة من خلال فحص دوري قامت به وقالت إنها تتلقى العلاج الكيمياوي أسبوعيا بأحد المستشفيات منذ ستة أشهر دون الكشف عنه للإعلام لتكشف عنه خلال ظهورها ضمن برنامج للتوعية من سرطان الثدي.

## أعمالها

### الألبومات
| الألبوم    | العام  | المنتج       |
| ---------- | ------ | ------------ |
| سحر الغرام | (2003) | ميوزيك ماستر |
| كتبتلك     | (2005  | روتانا       |
| تعا لقلبي  | (2006) | روتانا       |

## فيديو كليبات
| الأغنية                                        | المخرج                | المنتج              |
| ---------------------------------------------- | --------------------- | ------------------- |
| سحر الغرام                                     | شادي حنا              | ميوزك ماستر         |
| طير اليمامة                                    | سامح عبد العزيز       | روتانا              |
| متأسفة                                         | سامح عبد العزيز       | دريم                |
| آه يا عمري                                     | وليد ناصيف            | ميوزيك ماستر        |
| إلحقني بمشاركة هيفاء وهبي نانسي عجرم دينا حايك | ليلى بزي وفؤاد سليمان | جمعية ماراثون بيروت |
| كتبتلك                                         | كارولين لبكي          | روتانا              |
| ليه هنضيع                                      | كارولين لبكي          | روتانا              |
| درب الهوى                                      | ميرنا خياط            | روتانا              |
| حلوة منك                                       | ميرنا خياط            | روتانا              |
| تعا لقلبي                                      | رندة علم              | روتانا              |
| جرب الغيرة                                     | رندة علم              | إنتاج خاص           |
| بحبك ما بنسى غرامك                             | ليال م راجحة          | إنتاج خاص           |
| القمر بذاتو                                    | فادي حداد             | ميلودي              |
| تخيل                                           | جاد شويري             | لايف ستديويوز       |
| طال السهر                                      | فادي حداد             | ميلودي              |
| متربع هنا بمشاركة عصام كمال                    | شربل يوسف             | ميلودي              |
| طيبة قلبي                                      | باسم مغنية            | ميلودي              |
| وحدك فدانا                                     | جو طويل               | إم تي في اللبنانية  |
| مونديال                                        | إيلي إبي عاد          | ال بي سي            |
| أم الدنيا مصر                                  | طارق الأكشر           | ميلودي              |
| منبقى عشاق                                     | فادي حداد             | ميلودي              |
| أخ يمي                                         | فادي حداد             | ميلودي              |
| أبو الزلوف                                     | فادي حداد             | ميلودي              |
| لعوب                                           | كميل طانيوس           | إم تي في اللبنانية  |
| تركني حبك                                      | عادل سرحان            | لايف ستايل ستديويوز |
| حطيتك براسي                                    | وليد ناصيف            | لايف ستايل ستديويوز |
| عم دوب                                         | فادي حداد             | جديد إف أم          |
| متغرب حبيبي                                    | زياد خوري             | كابانا              |

## المهرجانات التي شاركت بها
- مهرجان جرش  الأردن
- مهرجان موازين  المغرب
- مهرجان الأشرفية لبنان
- مهرجان الدوحة للأغنية  قطر

## أغاني وطنية
- ما بنركع
- أوبريت طير الرماد
- أبواب القدس

## وصلات خارجية
- دينا حايك على موقع قاعدة بيانات الأفلام العربية
- دينا حايك على موقع ميوزك برينز (الإنجليزية)